# Stöd och matchning
Stöd och matchning är en arbetsmarknadsåtgärd i Sverige som från och med december 2014 ersatte fas 1 och fas 2 inom arbetsmarknadsåtgärden Jobb- och utvecklingsgarantin. Inom arbetsmarknadsåtgärden Stöd och matchning finns en "verktygslåda" med 19 aktiviteter. 

## Historia: Jobb- och utvecklingsgarantin
(text delvis hämtad från Jobb och utvecklingsgarantin)

Jobb- och utvecklingsgarantin (JOB) är en arbetsmarknadsåtgärd som regeringen Reinfeldt införde efter regeringsövertagandet 2006.  Den arbetslöse hade möjlighet att inträda i JOB när dennes 300 ersättningsdagar i arbetslöshetsförsäkringen var slut (har den arbetslöse minderåriga barn får denne ersättning från arbetslöshetsförsäkringen under 450 dagar). Deltar man i Jobb- och utvecklingsgarantin, eller i Stöd och matchning, har man ersättning i form av aktivitetsstöd.
JOB var indelad i tre faser.
- Fas 1: Pågick i de första 150 ersättningsdagarna där man får hjälp av en coach att skriva CV och hitta arbete.[4]
- Fas 2: Nästkommande 300 ersättningsdagarna hade man möjlighet till deltagande i olika aktiviteter som start av näringsverksamhet, arbetsmarknadsutbildning, arbetspraktik, arbetsträning, utbildningsinsatser. [4]
- Fas 3 (numera "Sysselsättningsfasen"): Om sökande fortfarande är arbetslös efter totalt 450 ersättningsdagar så erbjuds man en sysselsättningsfas.

Det är fas 1 och fas 2 som numera har fått ny utformning med arbetsmarknadsåtgärden Stöd och matchning. På samma sätt som med fas 1 och fas 2 har den arbetslöse möjlighet att inträda i Stöd och matchning när dennes 300 ersättningsdagar i arbetslöshetsförsäkringen är slut (eller 450 dagar, om den arbetslöse har minderåriga barn). Om sökande fortfarande är arbetslös efter 450 dagar i Stöd och matchning erbjuds denne en sysselsättningsfas.

## Officiell information
Officiell information från Arbetsförmedlingen kring Stöd och matchning finns främst i  "Handledning för leverantörer", (information till de fristående leverantörerna), samt i "Fakta om stöd och matchning"., som är riktad till arbetslösa. Det är Doris Rexhammar som är kontaktperson för Stöd och matchnings-verksamheten inom Arbetsförmedlingen.

## Verktygslåda
Inom arbetsmarknadsåtgärden Stöd och matchning finns en "verktygslåda" med aktiviteter som leverantörerna har att arbeta med för att hjälpa den arbetssökande. Första tiden inom  Stöd och Matchning består av: "Minst 30 minuter individuellt samtal i veckan", och "Ytterligare minst 4 timmar i veckan av aktiviteter som anordnas av leverantören, fördelat på minst två dagar i veckan". Dessa tider ökar ökar ju längre denne är kvar inom programmet. Verktygslådan består av 19 godkända verktyg:

1. Kartlägga deltagarens färdigheter, kompetenser, förutsättningar och yrkesområden.
2. Stöd med att hitta och söka jobb.
3. Stöd i att skapa ansökningshandlingar.
4. Uppföljning av sökta jobb.
5. Kontakter med arbetsgivare.
6. Presentera arbetssökande för arbetsgivare med anställningsbehov.
7. Mentorskap (Med mentorskap avser Arbetsförmedlingen att leverantören skapar kontakt mellan en deltagare och en person som kan stödja deltagaren på vägen till att etablera sig på arbetsmarknaden).
8. Arbetsplatsförlagda aktiviteter. Med arbetsplatsförlagda aktiviteter avses arbetspraktik hos en arbetsgivare.
9. Intervjuträning och förberedelse inför arbetsintervju.
10. Studie- och yrkesvägledning OBLIGATORISK AKTIVITET (Studie- och yrkesvägledningen ska underlätta för den arbetssökande att relatera sina erfarenheter och önskemål till arbetsmarknadens krav och möjligheter).
11. Information om utbildningar och hjälp med att söka utbildning.
12. Motiverande samtal.
13. Gruppaktiviteter (Leverantören kan anordna gruppaktiviteter som stimulerar erfarenhetsutbyte och kunskapsöverföring mellan deltagare).
14. Studiebesök.
15. Seminarier (Leverantören kan bjuda in föreläsare för att öka deltagarnas kunskaper om jobbsökande, arbetsmarknaden och/eller hur deltagaren kan höja sin motivation att få ett arbete).
16. Dataundervisning.
17. Språkundervisning.
18. Samhällsinformation.
19. Kortare utbildning.